# Tragédie de Guidizzolo
La tragédie de Guidizzolo est un accident de la route survenu le 12 mai 1957, lors de la dernière édition des Mille Miglia, au cours duquel 11 personnes ont perdu la vie : deux pilotes de l'équipe Ferrari  ainsi que neuf spectateurs.

## Circonstances
L'épreuve  des Mille Miglia est endeuillée par le grave accident à Guidizzolo (Mantoue) : une pierre fait éclater un pneu de la Ferrari 335S d'Alfonso de Portago qui part en vol plané et fauche une trentaine de spectateurs : Alfonso de Portago, son copilote Edmund Nelson, neuf spectateurs, dont cinq enfants, meurent sur le coup. Un des vingt blessés décède ensuite à l'hôpital. La course n'est pas interrompue mais les Mille Miglia n'y survivront pas.

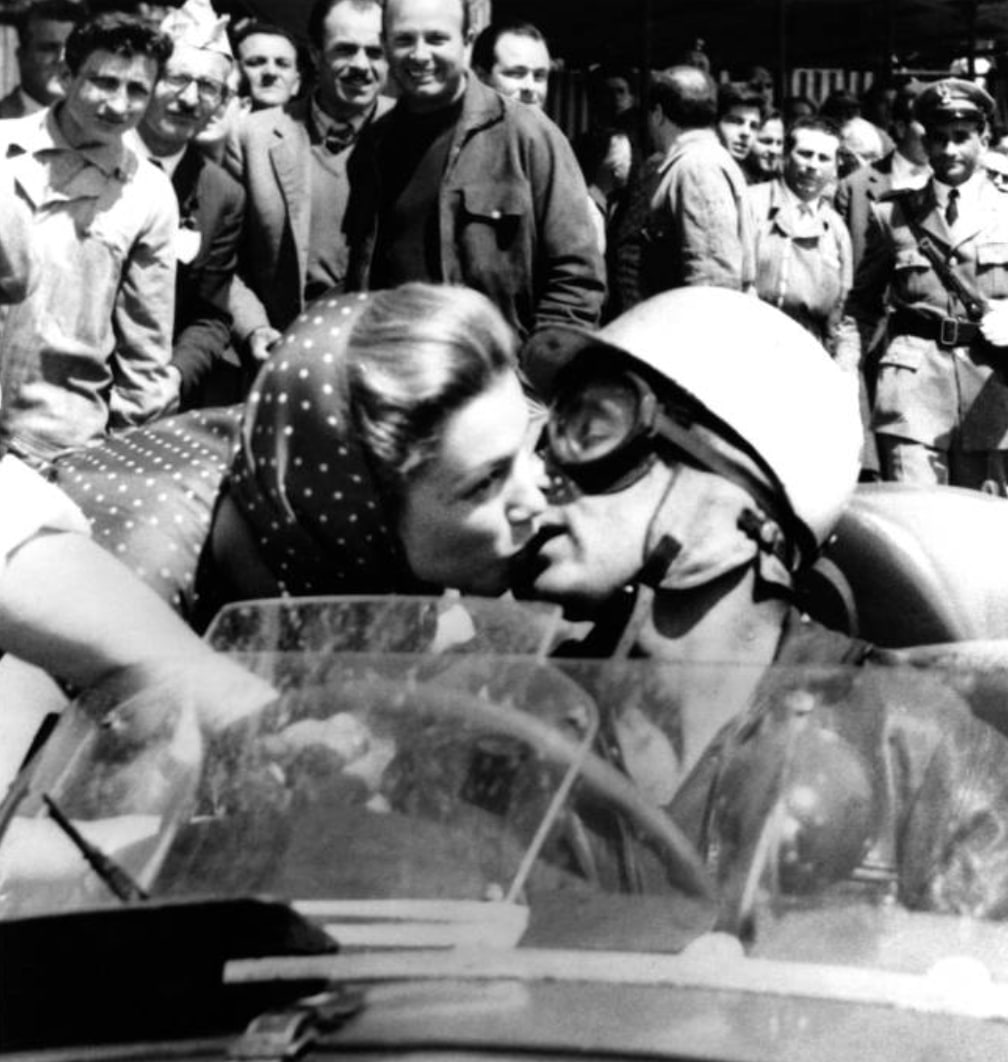
« Le baiser de la mort » de Linda Christian à Alfonso de Portago quelques heures avant son accident mortel.

## Victimes
- De Portago Alfonso 28 ans (pilote)
- Gurner Nelson Edmund 32 ans (copilote)
- Boscaini Anita 10 ans
- Consato Giovanni 8 ans
- Dobelli Angelo 48 ans
- Franzini Silvestro 27 ans
- Grandelli Pietro 52 ans
- Rigon Virginia 9 ans
- Rigon Valentino 8 ans
- Stancari Romeo 52 ans
- Tarchini Carmen 10 ans

## Au cinéma
- 2023: Dans son film, Ferrari, Michael Mann recrée l'accident [4]